# Андрей Стоянов (композитор)
Вижте пояснителната страница за други личности с името Андрей Стоянов.
Андрей Анастасов Стоянов е български композитор, пианист, педагог, музикален теоретик. От 1942 година е академик на БАН.
Син е на композитора Анастас Стоянов и брат на композитора и пианист Веселин Стоянов. Има родствена връзка с писателя Добри Войников. Получава първите уроци по пиано от баща си на 6-годишна възраст. Завършва Роберт колеж в Цариград, където учи пиано при австрийския педагог Сикач. От 1910 до 1914 учи в Музикалната академия във Виена пиано при Карл Прохазка и теоретични дисциплини при Херман Греденер и Евзебиус Мандичевски. След завръщането си в България през периода 1914 – 1922 година е преподавател в Държавното музикално училище (днес Национално музикално училище „Любомир Пипков“). Впоследствие е професор в Държавната музикална академия (1922-1958). От 1950 г. завежда катедрата по пиано. До 1947 г. е концертиращ пианист.
Той е един от основателите на българската пианистична школа и на Дружеството на българските компонисти „Съвременна музика“ (1933). От 1953 ръководи музикално-педагогическата секция на Института за музика (дн. Сектор „Музика“ в Институт за изкуствознание) БАН.
Пише пиеси за пиано, няколко камерни произведения, солови и хорови песни и др.
Автор е на редица книги и други научни трудове предимно в областта на музикалната педагогика и естетика, учебни пособия, над 300 статии и др.

## Творчество
- Камерна музика:
  - Трио за пиано, цигулка и виолончело.
  - Рапсодия за цигулка и пиано.

- За пиано:

Funf Klavierstuke (С. А. Klemm, Leip-zig) (1917).
5 лирични пиеси; 3 български рапсодии; Рапсодиета; „Акварели“ (10 тонови картини); 2 сонати; 6 концертни сонатини; 8 пиеси за деца (1952); „Албум за младежта“ (1954); „По слънчеви пътеки“ (20 пиеси) (1955); 40 народни песни и танци (1956); Вариации върху народна песен (1958); 8 прелюдии; 3 танцови пиеси.
- Вокална музика със съпровод на пиано:

40 песни върху стихове на Ив. Вазов, П. Славейков, Д. Дебелянов, П. Яворов, Хр. Смирненски, Хр. Ясенов, К. Христов, Н. Лилиев, Н. Вапцаров, Д. Габе и др. („Старият музикант“, т. Д. Дебелянов, „Тихият пролетен дъжд“, т. Н. Лилиев и др.).
- Хорова музика:

За см. хор: „Да бъде ден“, т. Хр. Смирненски; „Колело“, т. Ел. Багряна; „Каменарки“, т. Л. Станчев и др.